# The Legend of Zelda: Collector's Edition
The Legend of Zelda: Collector's Edition es un videojuego recopilatorio para la consola Nintendo GameCube que se ofreció en tiendas a finales de 2003 y la única forma de conseguirlo era, ya que no se llegó a vender de manera individual, comprando cualquiera de los siguientes packs disponibles:
- Consola de Edición Especial Plateada de Nintendo GameCube.
- Pack de consola negra o morada con Mario Kart Double Dash!!.
- Pack de consola con The Legend of Zelda: The Wind Waker.

También se pudo conseguir durante un tiempo limitado reservando previamente el juego de The Legend of Zelda: The Wind Waker en cualquier establecimiento especializado, siempre que estuviese adscrito a dicha promoción.
En este juego se recopilan 4 juegos de la saga The Legend of Zelda (Nintendo Entertainment System. 1986), Zelda II: The Adventure of Link (Nintendo Entertainment System. 1988), The Legend of Zelda: Ocarina of Time (Nintendo 64. 1998) y The Legend of Zelda: Majora's Mask (Nintendo 64. 2000) más una demo jugable de 20 minutos de The Legend of Zelda: The Wind Waker, además de incluir un video de retrospectiva de toda la historia de Zelda a partir de 1986 al 2003.

## Juegos
- The Legend of Zelda (1986; NES)
- Zelda II: The Adventure of Link (1988; NES)
- The Legend of Zelda: Ocarina of Time (1998; N64)
- The Legend of Zelda: Majora's Mask (2000; N64)
- Demo de The Legend of Zelda: The Wind Waker (2002; GCN)

- Datos: Q1339084